# Панасюк Клавдія Василівна
Панасюк Клавдія Василівна (нар. 18 липня 1945 року в м. Сан-Паулу (Бразилія)) — українська науковиця, кандидат філологічних наук, доцент[уточнити] Львівського інституту Сухопутних військ імені Петра Сагайдачного Національного університету «Львівська політехніка».

## Життєпис
Клавдія Василівна Панасюк нар.18 липня 1945 року в м. Сан-Пауло. У 1956 році разом з батьками репатріювала в Україну. Закінчила філологічний факультет Львівського державного університету ім. І.Я. Франка. З 1973-1976 рік навчалася в аспірантурі при кафедрі української літератури Львівського державного університету ім. І.Я. Франка.

## Професійна діяльність
- 1976 - захист дисертації на здобуття вченого ступеня кандидата філологічних наук з теми: «Концепція людини праці у творчості Павла Загребельного»;
- викладач у Львівському державному університеті ім. І. Я. Франка, Львівському політехнічному інституті;
- 1980 - доцент Львівського вищого військово-політичного училища;
- 2009 — доцент Академії сухопутних військ імені гетьмана П. Сагайдачного.

## Звання та нагороди
2000 - нагороджена нагрудним знаком МОН України «Відмінник освіти»;
2007 - Почесне звання Заслужений працівник освіти України.

## Наукові публікації
Автор понад 40 наукових публікацій, зокрема:
«Сучасний політичний роман» (1989);
«Духовний світ Григорія Сковороди» (1995);
«Козацькі літописи» (2000);
«Тарас Шевченко як провісник незалежності України» (2004);
«Національні мотиви у драматурги Лесі Українки» (2006).